# 構成素
構成素（こうせいそ、英語: constituent）は、統語論的な解析において、文の階層構造の単位として機能する語、または語のまとまり。主に句構造文法で扱われる概念だが、依存文法でも扱われ構成鎖に拡張されている。
特定の語の連なりが構成素であるかどうかを判断するためのテストが数種類ある。これらのテストでは、文の一部を移動したり、別の語句で代用するなどし、その結果を直接構成素分析（immediate constituent analysis 、略して IC analysis）の手がかりとする。

## 定義
構成素とは、文や句などの一部で、それ自体が言語学的な単位として機能するものを指す。Xバー理論などの構文木（ツリー図）においては、個々の下位ツリー（subtree）、あるいは個々の節点（node）で括られているまとまりが構成素である。ブラケット（角括弧）を用いた構文解析においては、1対のブラケットに挟まれた部分が構成素である。すなわち、句は構成素であり、その下層の句や語も構成素である。
例えば、次の文では、「1」という構成素の内部に「2」という構成素があり、「2」は「3」と「5」という2つの構成素で成り立っている。また、「3」の中には「4」という構成素、「5」の中には「6」という構成素がそれぞれ存在する。
[1 John [2 left [3 his [4 pet chihuahua 4] 3] [5 to [6 his mother 6] 5] 2] 1]
広義では、統語論的な単位（語、句など）のみでなく、意味論的な単位、形態論的な単位（形態素）、音韻論的な単位（弁別的素性）も構成素に含まれる。
本項では、統語論における構成素について述べる。

## 構成素テスト
文の構成素構造を判断するために、さまざまな構成素テストが用いられる。例えば、英文の構成素テストには、次のようなものがある。
- 話題化（topicalization または fronting）
- 分裂文（clefting）
- 擬似分裂文（pseudoclefting または preposing）
- 代用（pro-form substitution または replacement）
- 返答文での省略（answer ellipsis または question test）
- 受動態または能動態への変換（passivization）
- 削除（omission または deletion）
- 等位接続（coordination）

...など。
なお、これらのテストは厳密なものではなく、複数のテストの間で矛盾した結果が出ることもある。1つのテストに合格・不合格だったからといって即、構成素として認められる・認められないというわけではないため、なるべく多くのテストを用いて総合的な判断をすることが望まれる。テストを信頼性に応じてランク付けしている言語学者もいる。
以下、”＊”は非文（非文法的な文）を示す。

### 話題化
話題化（topicalization または fronting）テストは、テストしたい語の連なりをそのまま文の先頭に移動するという、単純な作業である。移動が可能なのは、構成素のみである。
例えば、次の文では、to improve his English をそのまま抜き出して冒頭に移動しても非文にならないため、to improve his English は構成素だと言える。
- He is going to attend another course to improve his English.

→ To improve his English, he is going to attend another course.
次の文では、in the park を移動できるので、それが構成素だとわかる。
- The student met a girl from New York in the park.

→ In the park, the student met a girl from New York.
次の例では、his pet chihuahua と to his mother のどちらか一方を抜き出すことは可能だが、his pet chihuahua to his mother をまとめて抜き出すことはできない。
- John left his pet chihuahua to his mother.

→ a. To his mother, John left his pet chihuahua.
→ b. His pet chihuahua, John left to his mother.
→ c. ＊His pet chihuahua to his mother, John left.
このことから、his pet chihuahua と to his mother はそれぞれ構成素だが、his pet chihuahua to his mother は1つのまとまった構成素ではないと言える。言い換えれば、複数の構成素（構文木で複数の節点にまたがっている語句）を同時に抜き出すことはできないということである。

### 分裂文
分裂文テスト（clefting）では、テストしたい語の連なり（X）を「It is/was X that...」（学校文法における強調構文）に変換する。なお、X の位置に入れるのは構成素のみで、しかも原則として名詞句と前置詞句に限定される。
1. She bought a pair of gloves with silk embroidery.
→ It was a pair of gloves with silk embroidery that she bought.
→ ＊It was with silk embroidery that she bought a pair of gloves.
→ ＊It was a pair that she bought of gloves with silk embroidery.
2. The student met a girl from New York in the park.
→ It was a girl from New York that the student met in the park.
→ ＊It was a girl that the student met from New York in the park.
→ ＊It was a girl from New York in the park that the student met.
→ It was in the park that the student met a girl from New York.

a pair of gloves with silk embroidery はまとめて取り出すことが可能なので、構成素だと言える。しかし、a pair のみを抜き出すことはできないため、それは構成素ではない。
The student met a girl from New York in the park. をXバー式型で示すと次のようになる。
```
         IP
       /   | 
    NP     I'
   /  \    |  \
spec   N'  I    VP
 |     |   |     |
Det    N [+pst]  V'
 |     | (did)   |   \
The student      V'    PP
                 | \      \
               meet NP      P'
                   / |      |  \
                spec N'     P     NP
                 |   | \    |    /  \
                Det  N  PP  in  spec  N'
                 |   |   |       |    |
                 a girl  P'     Det   N
                         | \     |    |
                         P  NP  the  park
                         |   |
                       from  N'
                             |
                             N
                             |
                          New York

```

つまり、 meet a girl from New York in the park という動詞句（VP）の内部に、a girl from New York という名詞句（NP）および in the park という前置詞句（PP）が含まれている。さらに、a girl from New York の内部に from New York というPPが存在する。
VP・NP・PPというまとまり（句）になっているものは別々に抜き出せるので構成素だと言える。しかし、その一部のみを抜き出そうとすると非文になる。例えば、a girl を from New York から分離させて抜き出すことはできないため、a girl のみでは構成素だとは言えない。
in the park という前置詞句はVPの一部ではあるが、a girl from New York というNPからは独立しているため、構成素として抜き出すことが可能である。
a girl from New York in the park は複数の下位ツリーにまたがっているため構成素ではなく、抜き出せない。しかし、上位ツリーの、meetを主要部とするVPは構成素である。
from New York については、次のような言い換えが可能なため、やはり構成素だと言える。
- The girl that the student met in the park was from New York.

### 擬似分裂文
擬似分裂文テスト（pseudoclefting または preposing）は分裂文テストに似ており、「...is/are what/who...」あるいは「what/who...is/was」を文中に挿入するものである。擬似分裂文では、動詞句を抜き出すことも可能である。
1. She bought a pair of gloves with silk embroidery.
→ A pair of gloves with silk embroidery is what she bought.
→ What she bought was a pair of gloves with silk embroidery.
2. The student met a girl from New York in the park.
→ What the student did was meet a girl from New York in the park.

### 代用
代用（pro-form substitution または replacement）では、テストしたい箇所を代名詞など（例えば it、he、there、here）に置き換える。
1. I don't know the man who is sleeping in the car.
→ I don't know him.
→ ＊I don't know him who is sleeping in the car.
2. The student met a girl from New York in the park.
→ The student met her there.
→ He met a girl from New York there.
→ He met her in the park.
→ ＊He met her from New York there.
→ He met her there.

例1では、the man who is sleeping in the car は構成素だが、 the man は構成素ではないということになる。
例2では、The student met a girl from New York in the park. に含まれる3つの構成素をそれぞれ別々の1語で代用することが可能で、単に He met her there. と言うこともできるが、a girl のみを her で代用することはできないので、a girl は構成素ではない。仮に元の文が The student met a girl in the park. または The student met a girl. であったなら、a girl を her で代用できるので構成素だと言える。このように、同じ語の連なりであっても、構成素だとみなせる場合とそうでない場合がある。

### 返答文での省略
返答文での省略（answer ellipsis または question test）が可能かどうかも、構成素としての目安になる。これは動詞句の構成素構造を判断するためによく使われる方法だが、他種の句にも適用できる。
次の例では、worked on my new project は構成素だが worked on は構成素ではないということが示されている。
- What did you do yesterday? - Worked on my new project.
- What did you do yesterday? - ＊Worked on.

このテストのみで構成素を識別できるかどうかは、言語学者の間でも意見が分かれているが、少なくとも、他のテストの結果と照合するのに役立つ。

### 受動態または能動態への変換
能動態の文を受動態に変換したり、その逆を行うテスト（passivization）がある。すなわち、主語や目的語と目される語の連なりを入れ替えてみるテストである。
次の例では、 a car driving at breakneck speed と the little dog がそれぞれ構成素だということが示されている。
- A car driving at breakneck speed nearly hit the little dog.

→ The little dog was nearly hit by a car driving at breakneck speed.

### 削除
場所や時間を表す句は、文法性を損なわずに削除できることが多い 。ただし、それらの句が補部である場合は削除すると非文になるため、必ずしも信頼できる方法ではない。
- Fred relaxes at night on his couch.
- Fred relaxes on his couch.
- Fred relaxes at night.
- Fred relaxes.

### 等位接続
等位接続（coordination）テストは、構成素のみが「and」「but」などで等位接続できるはずだという前提で行われる。
まず、等位接続できるのは、原則として同種の構成素同士である。
1. [NP The student ] and [NP the teacher ] met a girl in the park.
名詞句＋名詞句
2. The student [VP went to the park ] and [VP met a girl ].
動詞句＋動詞句
3. The student met a girl [PP with long hair ] and [PP with blue eyes ].
前置詞句＋前置詞句

しかし、次のように、一見、構成素でないものが等位接続できてしまう場合がある。
1. He enjoys [writing sentences] and [reading them].
2. [He enjoys writing] and [she enjoys reading] sentences.
3. [He enjoys] but [she hates] writing sentences.

例1では、writing sentences と reading them がそれぞれ構成素だとみなせる。一方、例2と例3では、enjoys writing sentences という動詞句が分断されているにもかかわらず、このテストには合格してしまう。そのため、このテストは信頼性が低いとされる。
ただし、これは右枝節点繰り上げ（right node raising、略して RNR）と呼ばれる、等位接続と移動（syntactic movement）を合わせたような現象として、次のように説明できる。
- He enjoys writing sentences and she hates reading sentences.

→ He enjoys writing ___, and she hates writing ___, sentences.
すなわち、深層構造（deep structure）では sentences という共通要素が「and」の前後の両節に含まれており、それが表層構造（surface structure）では文末（右側）に抜き出されているという考え方である。RNRで抜き出せるのは構成素のみなので、等位接続テストに不合格であるように見えても、RNRが可能な要素であれば構成素だとみなすことができる。
上の例の sentences は名詞句だが、同様に動詞句をRNRで抜き出すことも可能である。
- The student will [VP meet the girl ], but the teacher won't [VP meet the girl ].

→ The student will ___, but the teacher won't ___, [VP meet the girl ].

## 曖昧な文の解析
同じ単語が同じ順番で並んでいる文でも、その構造の違いにより、2通り以上の解釈が成り立つ場合がある。
例えば、They killed the man with a gun. という文は曖昧で、次の2通りに解釈できる。
1. They killed [NP the man] [PP with a gun].
彼らは、銃で男を殺した。 - PPが道具を表している。
2. They killed [NP the man [PP with a gun] ].
彼らは、銃を所持していた男を殺した。 - PPがNPの主要部名詞を修飾している。

この場合、返答文での省略によって、それぞれの解釈の構成素を示すことができる。
1. How did they kill the man? - With a gun.
彼らは男をどうやって殺したんだ？ - 銃で。
2. Who(m) did they kill? - The man with a gun.
彼らは誰を殺したんだ？ - 銃を所持していた男を。

なお、両方の意味を兼ね備えた、次のような文も可能である。
- They killed [NP the man [PP with a gun] ] [PP with a gun].

## 理論による違い
理論の違いにより、何を構成素とするかが異なる。句構造文法（およびその派生理論）では、句としてまとまったもののみでなく、それを構成する内部の句、さらにそれを構成する1つ1つの語も構成素だとされる（ただし、語の連なりが複数の枝にまたがる場合は構成素になれない）。一方、依存文法では、語のまとまりは構成素として認めているが、主要部などの語は構成素とはみなされない。
以下は、They killed the man with a gun. のツリー図である。左側（Phrase structure grammar）が句構造文法、右側（Dependency grammar）が依存文法の解釈による。句構造文法ツリーでは、killed や with などが下位ツリーを構成しており、つまり構成素だとみなされているが、依存文法ツリーではそうではない。